# Ніор (футбольний клуб)
ФК «Шамуа Ніор» (фр. Chamois Niortais Football Club) — французький футбольний клуб з міста Ніор, заснований у 1925 році. Виступає в Лізі 2. Домашні матчі приймає на стадіоні «Стад Рене Гайяр», потужністю 11 352 глядачі.